# Steven Lukes
Steven Michael Lukes (ur. 1941) – brytyjski socjolog i politolog, obecnie profesor socjologii Uniwersytetu Nowojorskiego, wcześniej profesor etyki na Uniwersytecie w Sienie, a także profesor socjologii w London School of Economics.

## Kariera naukowa
W 1968 roku uzyskał stopień doktora socjologii na Uniwersytecie Oksfordzkim pod kierunkiem Edwarda Evansa-Pritcharda. W okresie 1966–1987 był wykładowcą w Balliol College w Oksfordzie. Był promotorem obronionego w 1976 doktoratu Gillian Rose. W późniejszych latach wykładał w Europejskim Instytucie Uniwersyteckim we Florencji, na uniwersytecie w Sienie oraz w London School of Economics. 
W latach 1974–1983 pełnił funkcję prezydenta komitetu historii socjologii w Międzynarodowym Towarzystwie Socjologicznym (ISA).
Jest członkiem Akademii Brytyjskiej. Współredaguje „European Journal of Sociology”.

## Zainteresowania badawcze
Do głównych zainteresowań badawczych Lukesa należą teoria socjologii oraz teoria polityki. Początkowo zajmował się przede wszystkim myślą socjologiczną Emila Durkheima oraz jego kontynuatorów. Następnie publikował opracowania dotyczące różnych znaczeń pojęcia „indywidualizm”. Obecnie jego zainteresowania obejmują również socjologię polityki, w której koncentruje się na badaniu władzy. Zajmuje się także filozofią marksizmu i innych nurtów socjalistycznych, historią idei, w szczególności zaś myślą polityczną Jeana Condorceta.

## Władza w ujęciu radykalnym
W książce Power: a Radical View Lukes skrytykował zarówno jednowymiarową teorię władzy Roberta Dahla, jak i dwuwymiarową teorię Petera Bachracha i Mortona Baratza, przeciwstawiając im "radykalne ujęcie władzy". 
Dla Dahla władza sprowadza się do obserwowalnego procesu decyzyjnego. Podmioty, które wniosły do niego najwięcej, traktowane są jako sprawujące realną władzę. Takie behawiorystyczne ujęcie skrytykowane zostało przez Bachracha i Baratza, dla których władza to także możność ograniczania i ukierunkowywania cudzych działań. Obejmuje więc zarówno podejmowanie decyzji, jak i tzw. nie-decyzje (ang. non-decisions – termin ukuty przez Bachracha i Baratza). 
Lukes zauważa, że dla obu tych ujęć władza występuje wyłącznie w warunkach konfliktu (który może być jawny lub ukryty). Jego radykalne ujęcie władzy jest znacznie szersze, obejmuje bowiem także sytuacje bezkonfliktowe, np. panowanie za pomocą autorytetu, nakłanianie do działań czy działania perswazyjne. Władza objawia się także przy tworzeniu wspólnych programów politycznych, wyznaczaniu granic tego, co polityczne, czy formułowaniu interesów i tożsamości grupowych.

## Publicystyka i propaganda
W listopadzie 1980 Lukes zainicjował międzynarodową nagonkę medialną przeciwko Noamowi Chomskiemu, oskarżając go o negowanie zbrodni Czerwonych Khmerów w Kambodży na łamach „Times Higher Education Supplement”. Lukes zarzucił dwutomowej książce Chomskiego i Edwarda S. Hermana The Political Economy of Human Rights (1979) szerzenie „oszustw i przekłamań wokół reżimu Pol Pota w Kambodży”, ignorując przeprowadzone w publikacji porównanie zbrodni Czerwonych Khmerów z indonezyjskimi masakrami w Timorze Wschodnim. Jego twierdzenia zostały szeroko nagłośnione w mediach.

## Wybrane publikacje
- Emile Durkheim: His Life and Work. A Historical and Critical Study, 1972,
- Individualism, 1973,
- Power: a Radical View, 1974
  - fragment "Władza w ujęciu radykalnym" opublikowano w: Współczesne teorie socjologiczne. Aleksandra Jasińska-Kania, Lech M. Nijakowski (red.), Jerzy Szacki, Marek Ziółkowski (red.). Warszawa: Scholar, 2006, s. 502-511.
- Marxism and Morality, 1985,
- Moral Conflict and Politics, 1991 
  - fragment "Władza i panowanie" opublikowano w: Socjologia. Lektury. Piotr Sztompka, Marek Kucia (red.). Kraków: Znak, 2005, s. 492-503. ISBN 83-240-0597-8.
- The Curious Enlightenment of Professer Caritat. A Comedy of Ideas, 1995 (wyd. polskie Niezwykłe oświecenie profesora Caritata. Komedia idei, 2003).